# Гридзевский, Мечислав
Мечислав Гридзевский (пол. Mieczysław Grydzewski, имя при рождении "Mieczysław Grycendler"; 27 декабря 1894, Варшава — 9 января 1970, Лондон) — польско-еврейский историк, фельетонист, журналист, редактор и издатель.
В межвоенный период был одним из учредителей и практически единоличным редактором журнала «Скамандер» (издавался в Варшаве в 1920-1928 годах, а затем в 1935-1939 годах), вокруг которого сформировалась литературная группа под тем же названием, и еженедельника «Wiadomości Literackie». Еженедельник «Wiadomości Literackie» выходил в Варшаве в 1924-1939 годах, а дальше эмигрировал вместе со своим редактором и под разными названиями («Wiadomości Polskie, Polityczne i Literackie» и просто «Wiadomości») выходил в Париже (с 1939 года) и в Лондоне (с 1940 года) на протяжении четырех десятилетий.
В послевоенный период журнал «Wiadomości» стал одним из важнейших очагов, рядом с парижской «Культурой» Ежи Гедройца, вокруг которых объединилась общественно-политическая и культурная жизнь польской эмиграции.
В 1957 году Мечислав Гридзевский создал эмиграционную Академию Литературы (называемую Академией Гридзевского) и установил ежегодную премию журнала «Wiadomości» за лучшую польскую книжку, изданную в эмиграции. Эту премию присуждали до 1990 года. В 1970 году премию Академии Гридзевского получил Анджей Хцюк за книгу «Атлантида», посвященную родному Дрогобычу, увидела свет в Лондоне в 1969 году тиражом Польского Культурного Фонда (Polska Fundacja Kulturalna).